# Alto Rio Novo
Alto Rio Novo è un comune del Brasile nello Stato dell'Espírito Santo, parte della mesoregione del Noroeste Espírito-Santense e della microregione di Colatina.